# Тумутукское сельское поселение
Тумутукское сельское поселение — сельское поселение в Азнакаевском районе Татарстана.
Административный центр — село Тумутук.

## Административное деление
В состав поселения входит 3 населённых пункта:
- c. Тумутук
- с. Кук-Тяка
- дер. Агирово

## Население
| 2010  | 2011  | 2012  | 2013  | 2014  | 2015  | 2016  |
| ----- | ----- | ----- | ----- | ----- | ----- | ----- |
| 1935  | ↘1930 | ↘1898 | ↘1892 | ↘1854 | ↘1841 | ↘1823 |
| 2017  | 2018  | 2019  | 2020  |       |       |       |
| ↘1778 | ↘1756 | ↘1710 | ↘1699 |       |       |       |